# Urru Co
Urru Co (kinesiska: Wuru Cuo, 吴如错) är en sjö i Kina. Den ligger i den autonoma regionen Tibet, i den sydvästra delen av landet, omkring 380 kilometer nordväst om regionhuvudstaden Lhasa. Urru Co ligger 4 554 meter över havet. Arean är 349 kvadratkilometer. Den sträcker sig 20,0 kilometer i nord-sydlig riktning, och 33,4 kilometer i öst-västlig riktning.
Genomsnittlig årsnederbörd är 456 millimeter. Den regnigaste månaden är juli, med i genomsnitt 143 mm nederbörd, och den torraste är november, med 4 mm nederbörd.